# Луви-Жюзон
Луви́-Жюзо́н (фр. Louvie-Juzon) — коммуна во Франции, находится в регионе Аквитания. Департамент — Атлантические Пиренеи. Входит в состав кантона Олорон-Сент-Мари-2. Округ коммуны — Олорон-Сент-Мари.
Код INSEE коммуны — 64353.

## География

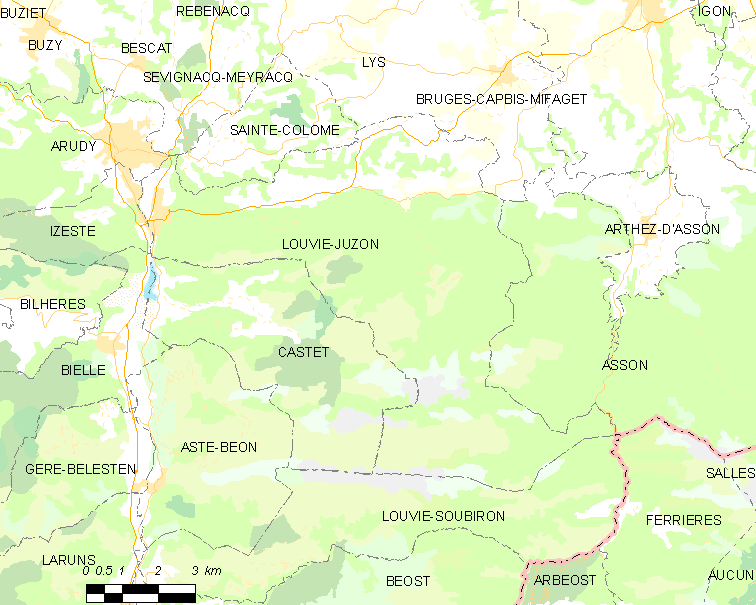
Карта коммуны

Коммуна расположена приблизительно в 680 км к югу от Парижа, в 195 км южнее Бордо, в 25 км к югу от По.
На западе коммуны протекает река Гав-д’Осо.

### Климат
Климат тёплый океанический. Зима мягкая, средняя температура января — от +5°С до +13°С, температуры ниже −10 °C бывают редко. Снег выпадает около 15 дней в году с ноября по апрель. Максимальная температура летом порядка 20-30 °C, выше 35 °C бывает очень редко. Количество осадков высокое, порядка 1100 мм в год. Характерна безветренная погода, сильные ветры очень редки.

## Население
Население коммуны на 2010 год составляло 1101 человек.
| 1962 | 1968 | 1975 | 1982 | 1990 | 1999 | 2010 |
| ---- | ---- | ---- | ---- | ---- | ---- | ---- |
| 1108 | 1049 | 1057 | 1023 | 1014 | 981  | 1101 |

## Администрация
| Период | Период | Фамилия          | Партия | Примечания |
| ------ | ------ | ---------------- | ------ | ---------- |
| 1995   | 2008   | Шарль Сабль      |        |            |
| 2008   | 2020   | Патрик Лабернади |        |            |

## Экономика
В 2010 году среди 678 человек трудоспособного возраста (15-64 лет) 498 были экономически активными, 180 — неактивными (показатель активности — 73,5 %, в 1999 году было 68,5 %). Из 498 активных жителей работали 452 человека (245 мужчин и 207 женщин), безработных было 46 (18 мужчин и 28 женщин). Среди 180 неактивных 55 человек были учениками или студентами, 82 — пенсионерами, 43 были неактивными по другим причинам.

## Достопримечательности
- Церковь Св. Мартина (XVI век)

## Фотогалерея

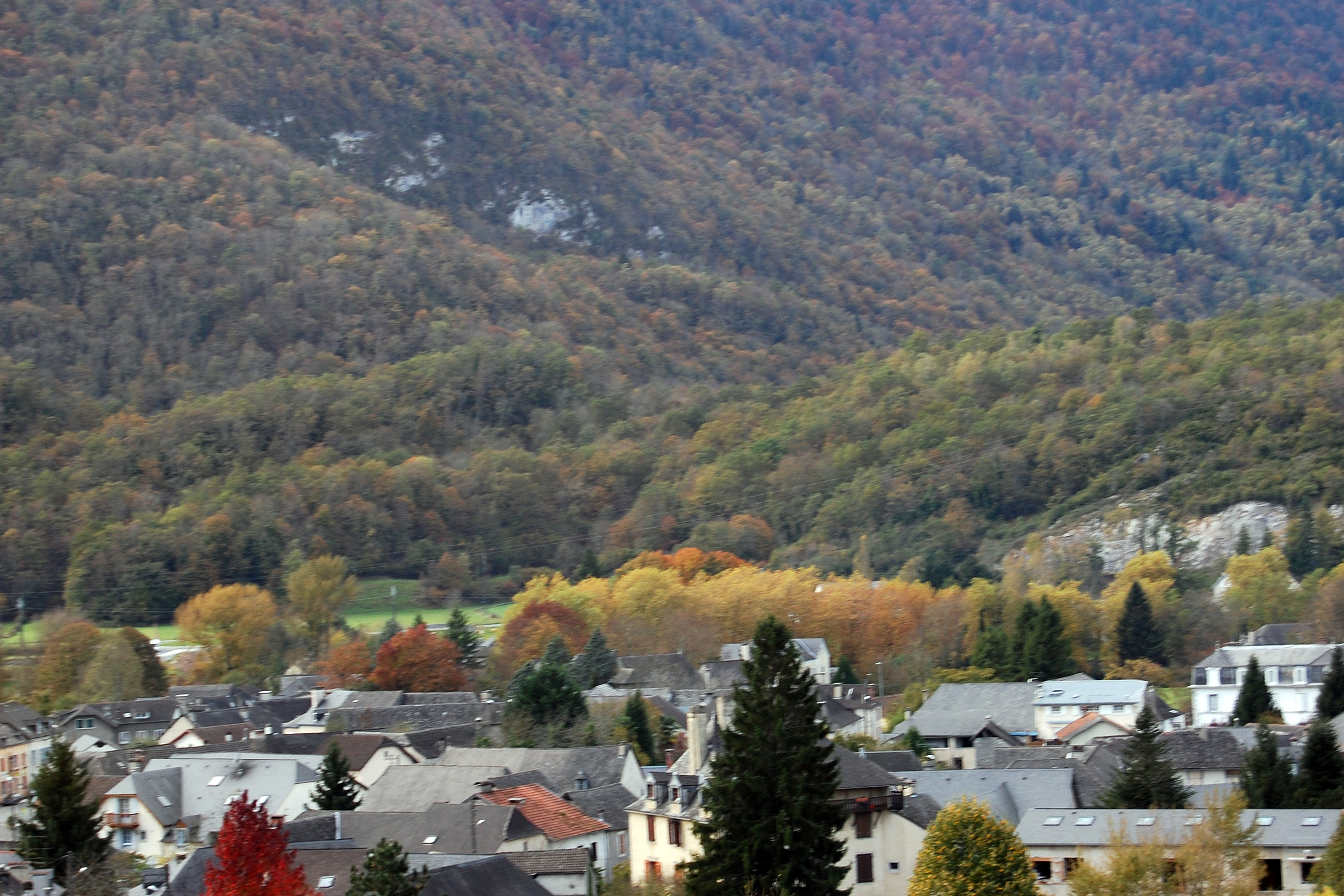
Луви-Жюзон
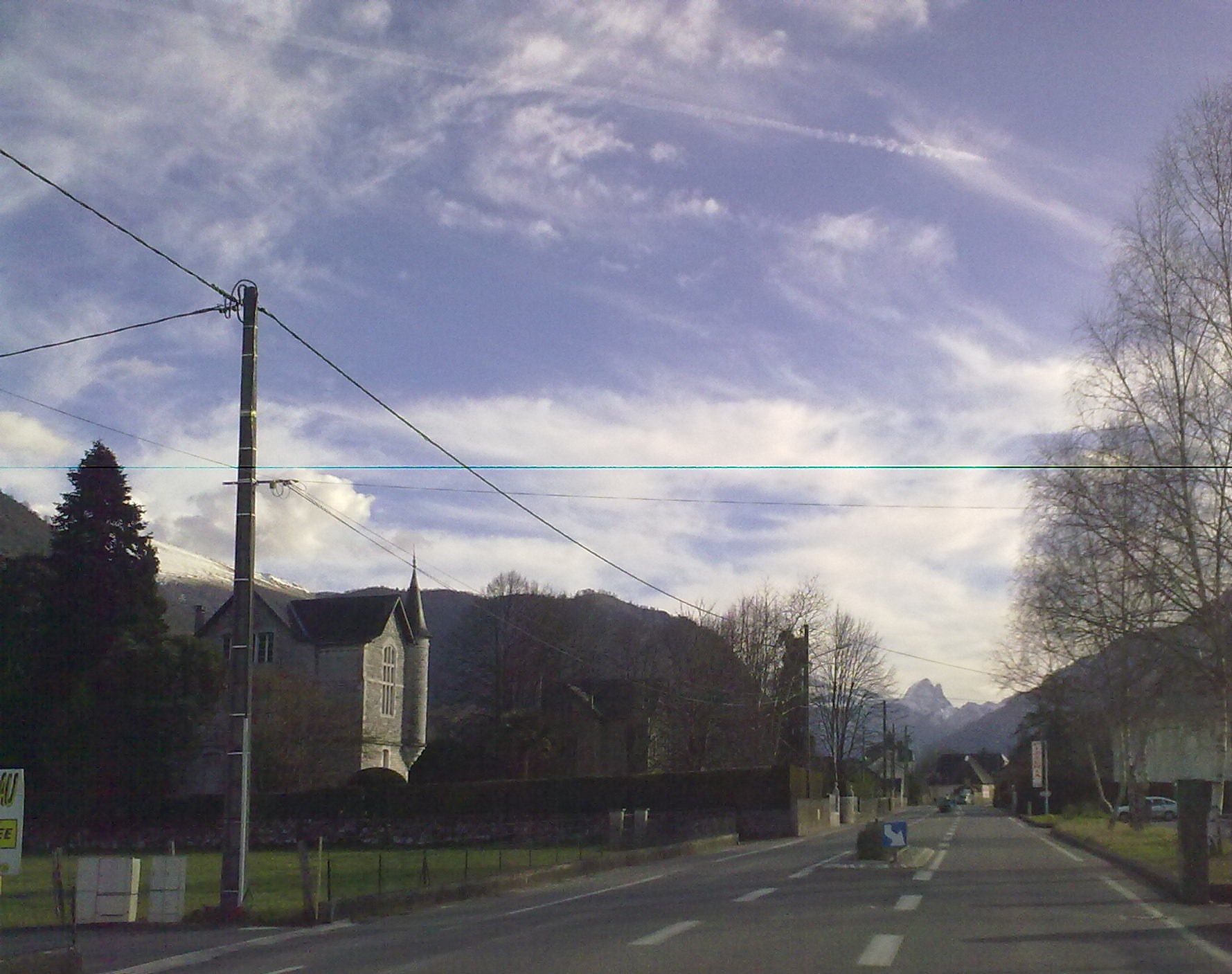
Луви-Жюзон
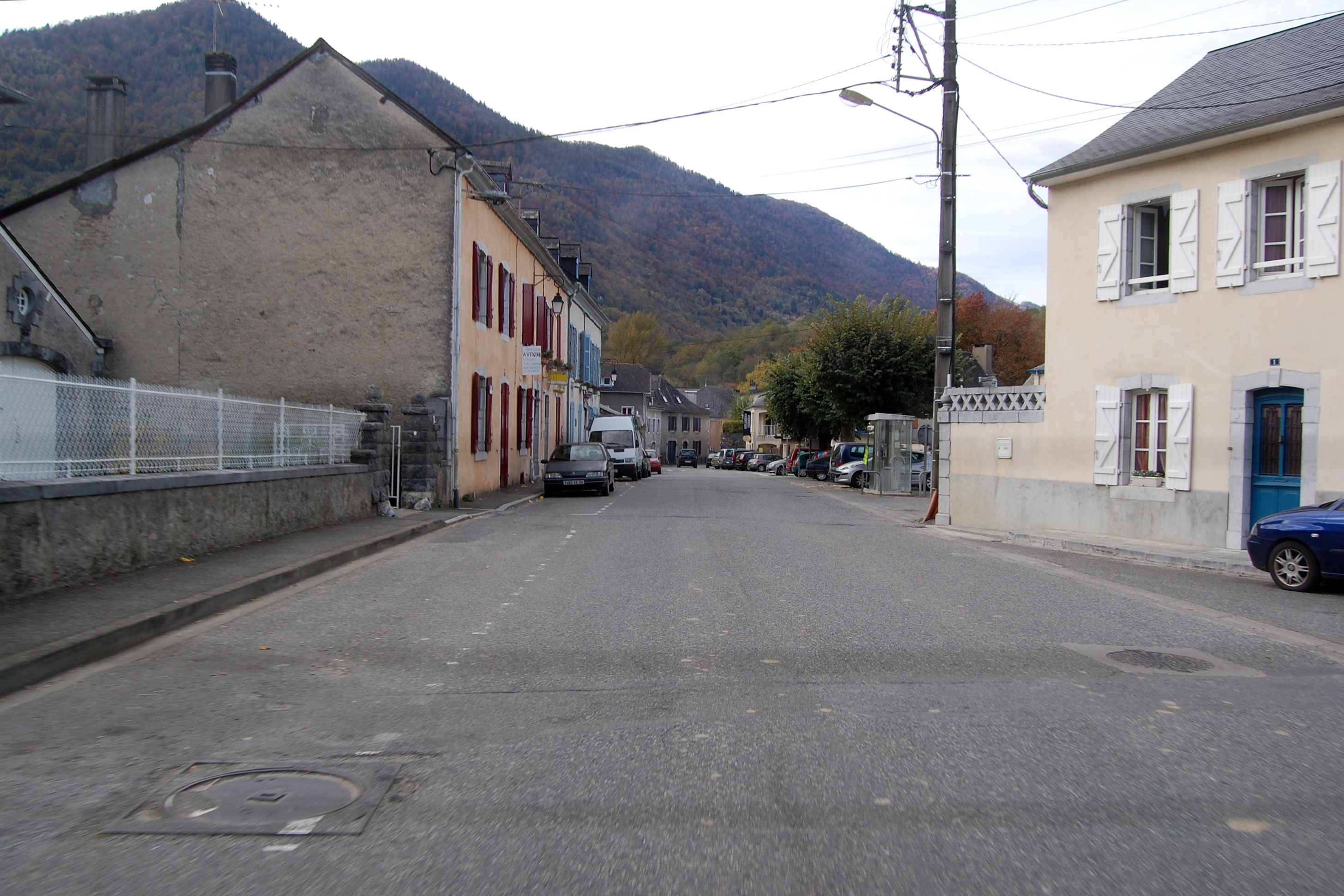
Луви-Жюзон
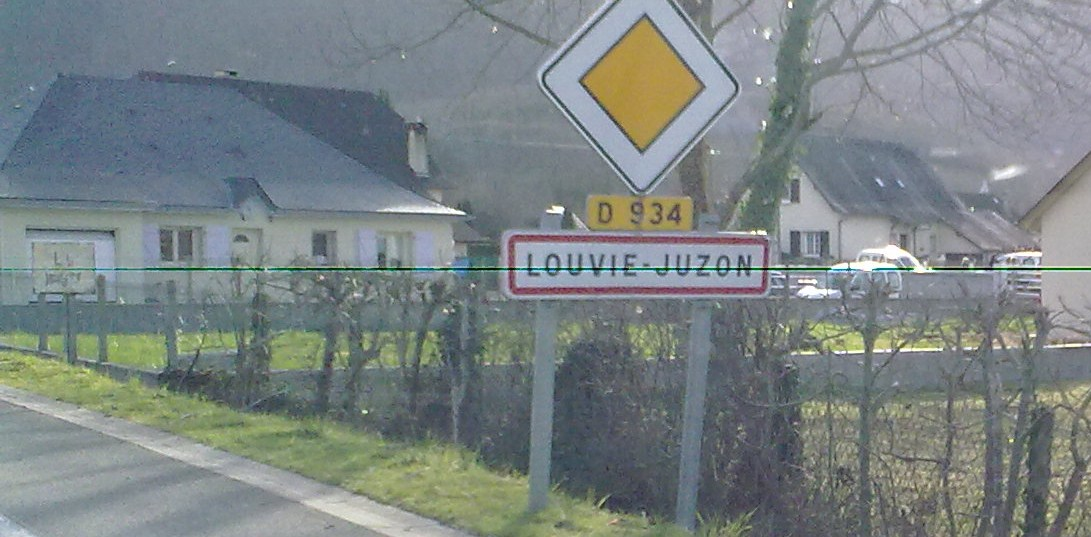
Въезд в Луви-Жюзон
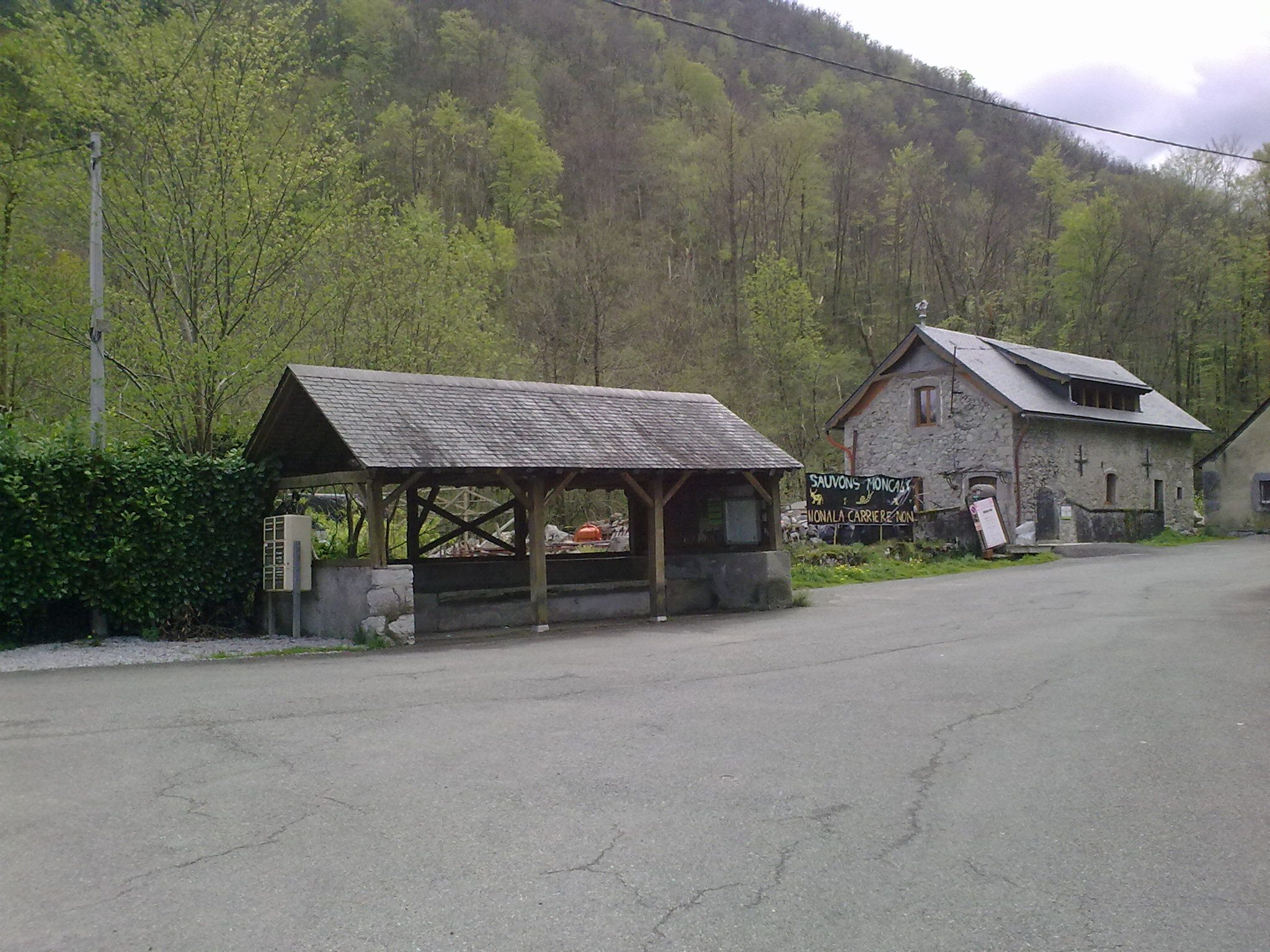
Общественная прачечная